# Beserkley Records
Beserkley Records war ein US-amerikanisches Indie-Plattenlabel aus Berkeley, Kalifornien, das 1973 von Matthew King Kaufman gegründet wurde.

## Geschichte
Als der Vertrag des Musikproduzenten Kaufman mit der Plattenfirma A&M Records auslief und er keine neue Firma fand, die mit ihm zusammenarbeiten wollte, entschloss er sich ein eigenes Label ins Leben zu rufen, „um Spaß zu haben, und einige Schallplatten zu produzieren“, wie er damals sagte.
Neben der Band Earth Quake, deren Manager er war und mit der er bereits ein Album für A&M Records produziert hatte, verpflichtete er Jonathan Richman, The Rubinoos und Greg Kihn. Die ersten Singles, die auf dem neuen Label veröffentlicht wurden, waren „Friday On My Mind“ von Earth Quake, und Jonathan Richmans „Roadrunner“, einen Song, den er zwei Jahre zuvor bereits mit John Cale für Warner Bros. eingespielt hatte, der aber unveröffentlicht blieb. „Roadrunner“ entwickelte sich zu einem weltweiten Hit. Vor allem in Europa wurde Jonathan Richman dadurch schnell bekannt. Allein in den USA blieb der Song unbeachtet.
Bis 1975 erschienen noch weitere Singles, die auf dem ersten Album des Labels, das scherzhaft „Beserkley Chartbusters, Volume 1“ benannt war, zusammengestellt wurden. Schnell folgten die ersten Alben von Earth Quake, Jonathan Richmans Modern Lovers. Mit „Egyptian Reggae“ landete Richman im Dezember 1977 schließlich einen Nummer-1-Hit rund um die Welt (Deutschland Platz 13).
Aber auch andere Musiker wie The Rubinoos oder Greg Kihn, bekamen mit ihrem Power Pop in aller Welt reichlich Airplay. Die Greg Kihn Band konnte mit ihrem Song „Jeopardy“ in den USA Platz 2 der Charts erreichen und führte in verschiedenen Ländern Europas die Charts sogar an. In Deutschland schaffte es die Single im Jahr 1983 immerhin bis auf Platz 18.
1984 geriet das Label in finanzielle Schwierigkeiten, nachdem die letzten Produktionen nur schwache Verkaufszahlen errangen. Daraufhin beschloss Kaufman, das Label zu schließen.

## Diskografie
In Deutschland ab 1976 erschienene Alben
- Earth Quake
  - Rocking the World (1975)
  - 8.5 (1976)
  - Leveled (1977)
  - Two Years in a Padded Cell (1979)

- Jonathan Richman & The Modern Lovers
  - Jonathan Richman & The Modern Lovers (1976)
  - Rock'n'Roll with the Modern Lovers (1977)
  - Live (1977)
  - Back in Your Life (1979)

- Greg Kihn/Greg Kihn Band
  - Greg Kihn (1976)
  - Greg Kihn Again (1977)
  - Next of Kihn (1978)
  - With the Naked Eye (1979)
  - Glass House Rock (1980)
  - Rockihnroll (1981)
  - Kihntinued (1982)
  - Kihnspiracy (1983)
  - Kihntagious (1984)
- The Rubinoos
  - The Rubinoos (1977)
  - Back to the Drawing Board (1979)
- Tyla Gang
  - Yachtless (1977)
  - Moonproof (1978)
- Spitballs
  - Spitballs (1978)
- Mrs. Green
  - Mrs. Green (1988)
- Zusammenstellungen
  - Beserkley Chartbusters Volume 1 (1975)

## Vertrieb
Beserkley Records wurde in den USA bis 1977 über das Playboy-Label vermarktet und von CBS vertrieben. Im Anschluss folgte ein Vertrag mit Janus/GRT und 1979 kam das Label bei Elektra/Asylum unter.
In Deutschland brachte TELDEC das Label von 1976 bis etwa 1980 in die Läden. Danach erschienen Beserkley-Titel bei der WEA Musik GmbH. 1984 wurde das Greg Kihn-Album „Kihntagious“ in Deutschland bei EMI America veröffentlicht. 1986 wurde das Repertoire des Labels an Rhino Records übertragen.
1987 und 1988 wurden über das deutsche Label Line Records eine ganze Reihe Alben des Labels auf CD veröffentlicht.